# Le Chancelier de fer
Le Chancelier de fer (titre original : The Iron Chancellor) est une nouvelle de science-fiction de Robert Silverberg. Le titre évoque Otto von Bismarck, le « Chancelier de fer » de l'empereur Guillaume Ier d'Allemagne.

## Publications
Entre 1958 et 2014, la nouvelle a été éditée à une trentaine de reprises dans des recueils de nouvelles de Robert Silverberg ou des anthologies de science-fiction.

### Publications aux États-Unis
La nouvelle est parue en mai 1958 sous le titre The Iron Chancellor dans le magazine Galaxy Science Fiction.
Elle a ensuite été régulièrement rééditée dans divers recueils de Robert Silverberg et diverses anthologies.

### Publications en France
La nouvelle est publiée en France :
- dans Galaxie (1re série), no 56, juillet 1958 ;
- dans l'anthologie Signaux du silence, éd. Casterman, août 1979  (ISBN 2-203-22628-5) ;
- en 2002 dans le recueil Le Chemin de la nuit, avec une traduction d'Alain Dorémieux et de Pierre-Paul Durastanti, avec une nouvelle édition en livre de poche chez J'ai lu en 2004. La nouvelle est donc l'une des 124 « meilleures nouvelles » de Silverberg sélectionnées pour l'ensemble de recueils Nouvelles au fil du temps, dont Le Chemin de la nuit est le premier tome.

### Publications dans d'autres pays
La nouvelle paraît en Italie en mars 1962 sous le titre Cancelliere di ferro.
Elle est parue en Allemagne en 1975 sous le titre Der eiserne Kanzler.

## Résumé
M. Carmichaël a décidé d'acheter un robot-majordome, chargé de faire les courses, de préparer la cuisine et de faire la vaisselle. Ce robot disposant d'une fonction « Suivi de régime alimentaire », Carmichaël programme le robot pour qu'il leur fasse des repas de manière à perdre quelques kilos. 
Le robot élabore donc un programme diététique précis afin que les membres de la famille ne mangent pas trop sucré, trop salé, trop gras. Au bout de quelques jours, ils se rendent compte à quel point le robot a été précis dans le programme alimentaire et comment il les surveille de près afin qu'aucun d'eux ne triche.
Le problème qui va surgir est qu'à la suite d'un court-circuit, le robot se détraque : il séquestre la famille et coupe tout moyen de communication avec l'extérieur. Par chance le réparateur du robot, qui avait été contacté par Carmichaël, se présente au domicile : il met hors contact le robot puis tente de réparer son intelligence artificielle. Par suite d'une négligence, il remet en contact le robot, qui le fait prisonnier comme les autres ! 
La nouvelle se termine ainsi : « Par chance on a pour vous une chambre d'amis inoccupée, monsieur Robinson. Soyez le bienvenu dans notre gentil petit foyer. J'espère que vous aimez le pain grillé et le café noir au petit déjeuner ».